# Стрельба в Университете Вирджинии

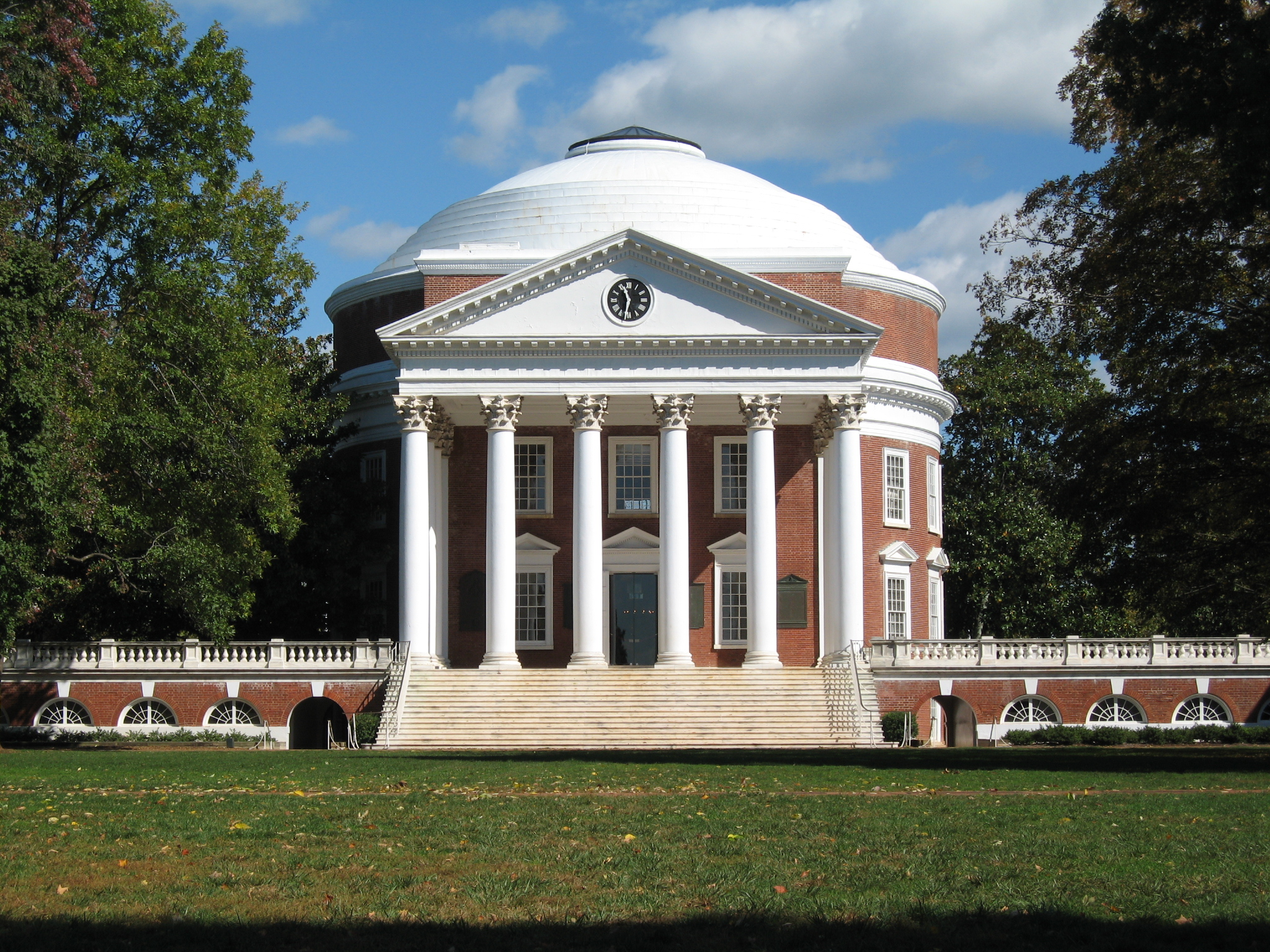
Главный вход в университет. 2006 год.

В ночь на 13 ноября 2022 года в Университете Вирджинии (UVA) в Шарлоттсвилле, штат Вирджиния, произошла стрельба, в результате которой три человека погибли и двое получили ранения. Четверо жертв, в том числе трое погибших, были членами футбольной команды UVA. Подозреваемый, 22-летний Кристофер Дарнелл Джонс-младший, позже был взят под стражу и обвинен по трем пунктам обвинения в убийстве второй степени, а также по трем пунктам обвинения в использовании пистолета при предполагаемом совершении тяжкого преступления.

## Стрельба
Подозреваемый, Кристофер Дарнелл Джонс-младший, предположительно открыл огонь, находясь в чартерном автобусе, который возвращался из школьной поездки в Вашингтон, округ Колумбия, с просмотра пьесы об Эммете Тилле, 13 ноября. Хотя Джонс не был участником курса афроамериканских драматургов, в который входили пять футболистов UVA, его пригласили присоединиться к поездке, поскольку он посещал урок социальной справедливости, который вёл тот же профессор. На обратном пути Джонс ехал в задней части автобуса и почти не участвовал в дискуссиях с другими. Первые выстрелы прозвучали примерно в 10:15. вечера (EST)   в гараже возле здания драмы UVA. Все участники стрельбы находились в автобусе. Некоторые выжившие сказали, что слышали крик Джонса: «Ребята, вы всегда со мной шутите», прежде чем он открыл огонь.
Выжившая сказала, что стрельба началась, когда они подъезжали к гаражу, и сначала она подумала, что это лопнул воздушный шар или пакет с чипсами, прежде чем она почувствовала запах дыма и пороха и упала на пол автобуса. Во время затишья в стрельбе она увидела, как Джонс прошёл по проходу автобуса, вышел из него, и снова началась стрельба. Даже во время звонков об эвакуации автобуса некоторые студенты пытались оказать пострадавшим первую помощь и сделать искусственное дыхание, прежде чем их профессор эвакуировал их в здание драмы, где несколько человек спрятались в ванной и позвонили в службу 911. Свидетели сообщили, что стрельба оказалась прицельной: Джонс выстрелил одной из жертв, которая спала. Мать одного из раненых сообщила журналистам, что ее сын, как сообщается, эвакуировался из автобуса с двумя студентами, но был ранен после того, как вернулся, чтобы попытаться помочь своим друзьям, после того как понял, что остальные остались внутри.
Предупреждение об укрытии было выпущено в ночь на воскресенье и действовало до 10:33. понедельника. При укрытии студентам посылались слова «Бегите. Прячьтесь. Боритесь» через систему оповещения по мобильному телефону.  Укрытие на месте работало примерно 12 часов во время розыска подозреваемого.  Во время розыска сотрудничали несколько правоохранительных органов . 
Джонс был замечен местным полицейским, который искал автомобиль, похожий на автомобиль подозреваемого.  Джонс был взят под стражу в 11:24. утра 14 ноября в округе Хенрико .  

## Жертвы
Погибшие  — Девин Чандлер, младший из Хантерсвилля, Северная Каролина ; Д'Шон Перри, юниор из Майами, Флорида; и Лавел Дэвис-младший, юниор из Дорчестера, Южная Каролина,  все члены футбольной команды UVA.  
Два других студента UVA были ранены и госпитализированы в состоянии средней тяжести, в том числе еще один футболист университета.   

## Последствия
Занятия для студентов UVA были отменены в понедельник и вторник, студенты вернулись в класс в среду, но до конца недели оценки не проставлялись.  Занятия также были отменены для учащихся государственных школ Шарлоттсвилля .  В университете была создана горячая линия для семей и студентов, по любым потенциальным вопросам и информации о стрельбе.  На следующий день после стрельбы было проведено бдение в память о жертвах, вокруг Статуи Гомера в кампусе были поставлены свечи с табличками с надписью «UVA Strong» и номерами на форме погибших игроков; «1-15-41». 
Баскетбольный матч мужской команды «Вирджиния Кавальерс», запланированный на 14 ноября против Северной Айовы, позже был отменен из-за стрельбы.  Финал домашнего сезона футбольной команды Cavaliers против Coastal Carolina, запланированный на 19 ноября, и финал регулярного сезона против Virginia Tech, запланированный на 26 ноября, также были отменены.  

## Обвиняемый
Кристофер Дарнелл Джонс-младший, 22 года, был идентифицирован как предполагаемый преступник. Он родился в Петербурге, штат Вирджиния, и учился в восьмом классе средней школы Джона Рольфа .  Проведя первые три года обучения в старшей школе в средней школе Варина (где он играл за футбольную команду и был удостоен почетного упоминания на конференции как первокурсник и во второй команде как второкурсник и юниор) в Варине, округ Хенрико, штат Вирджиния, он учился в Петербургской средней школе на последнем курсе (где он был отмечен почетной грамотой всеконференции как старший).   В школьные годы он дважды был назван «Студентом года», был членом Национального общества чести и Национального технического общества чести, президентом Key Club и президентом программы «Работа для выпускников Вирджинии». 
Джонс - бывший футболист UVA, который был членом команды в течение одного сезона на первом курсе в 2018 году, но в играх не принимал участия.   
В отношении него в прошлом проводилось расследование в связи с предполагаемой дедовщиной на территории кампуса.   Родственники Джонса сказали, что над ним издевались, когда он был в UVA, а источник, который знает Джонса, сказал, что его «буллили» в UVA, «и это было плохо».  Это расследование было прекращено, потому что свидетели отказались сотрудничать. 
В сентябре 2022 года Джонс находился под следствием из-за опасений, что у него есть оружие, после того, как кто-то, кто не учится и не работает в университете, сообщил, что Джонс сделал комментарий о наличии оружия, хотя этот человек никогда его не видел.  Управление по делам студентов UVA сообщило об опасениях междисциплинарной группе по оценке угроз, и следователи связались с Джонсом.  Представители школы также связались с его соседом по комнате, который заявил, что никогда не видел оружия.  Следователи также узнали об инциденте, связанном с нарушением правил скрытого оружия за пределами Шарлоттсвилля в феврале 2021 года. 

## Судебное производство
Джонс был арестован и обвинен по трем пунктам обвинения в убийстве второй степени и трём пунктам обвинения в использовании пистолета при предполагаемом совершении уголовного преступления .  Прокуратура штата и федеральная прокуратура пообещали поддержку местным правоохранительным органам в расследовании инцидента и судебном разбирательстве в соответствующей юрисдикции.  Через два дня после стрельбы прокуратура дополнительно предъявила Джонсу два пункта обвинения в умышленном ранении, каждое из которых связано с применением огнестрельного оружия.  Джонсу было отказано в залоге во время его первого появления в суде. 

## Реакция
Президент Университета Вирджинии Джим Райан разослал студентам электронное письмо вскоре после того, как стало известно о стрельбе, заявив, что он убит горем.  Главный тренер Университета Вирджинии Тони Эллиотт опубликовал заявление примерно через 24 часа после стрельбы, в котором он помянул трех погибших жертв и отметил силу команды и персонала. 
Губернатор Вирджинии Гленн Янгкин написал в Твиттере соболезнования и сделал дополнительное заявление на саммите по туризму в тот же день, попросив участников присоединиться к молитве. 
Президент США Джо Байден и первая леди Джилл Байден выступили с совместным заявлением по поводу стрельбы, в котором выразили соболезнования семьям жертв, поблагодарили службы экстренного реагирования за их быструю реакцию и осудили насилие с применением огнестрельного оружия .  Отец Джонса заявил, что он не верит, что его сын всё это совершил, но сообщил, что сын недавно сказал ему, что к нему «придираются». После этого они с сыном не общались примерно месяц. 
Член Палаты представителей США Дженнифер Вэкстон (D, Вирджиния, 10-е место) написала в Твиттере: «Мое сердце разрывается за убитых и раненых, а также за все сообщество UVA, потрясенное этой ужасной трагедией. Эти ужасающие и бессмысленные акты насилия должны быть прекращены. Нам нужна большая реформа безопасности оружия в нашей стране»  .